# Afilador

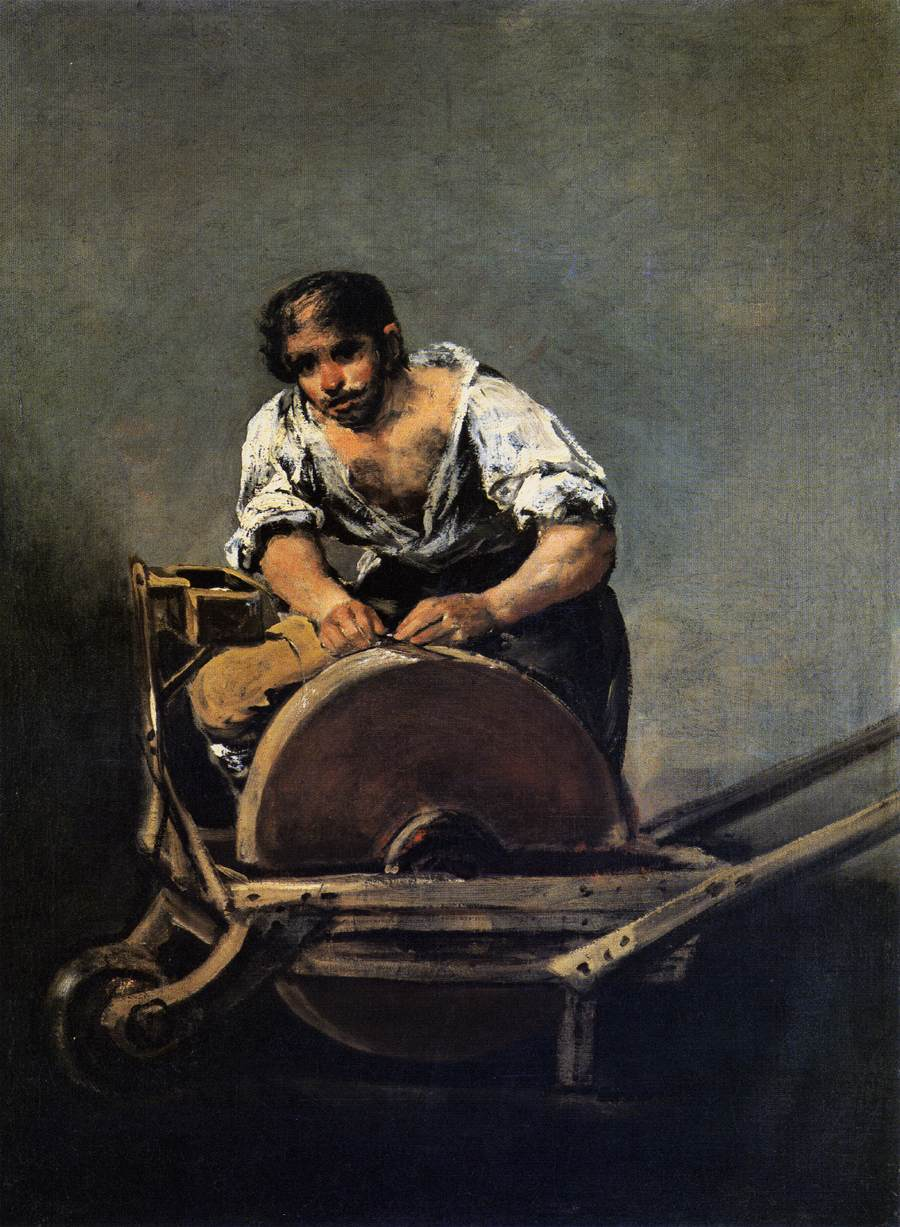
El afilador, óleo sobre lienzo de 68 × 50 cm, pintado por Goya hacia 1790. Museo de Bellas Artes de Budapest.

El afilador o amolador es un comerciante ambulante, que ofrece sus servicios de afilar cuchillos, tijeras, navajas y otros instrumentos de corte. En Occidente, ya es historia la imagen del artesano recorriendo las calles del pueblo o la ciudad anunciando su paso con el "apito del afilador" o "chiflo" (una pequeña flauta de Pan hecha de madera de boj y luego de plástico) con su breve melodía haciendo sonar las notas de su escala tonal, de graves a agudas y viceversa, como una escalerilla musical. En el pasado, los afiladores solían ser también reparadores de paraguas.

## Historia
A comienzos del siglo XXI es ya poco frecuente la imagen del "amolador" por las calles, salvo quizá en países en vía de desarrollo, donde la población no posee recursos suficientes como para sustituir sus herramientas de corte. Las nuevas tendencias económicas que implantaron la cultura "desechable" de «usar y tirar» en Occidente, supusieron un duro golpe para este oficio soberano.

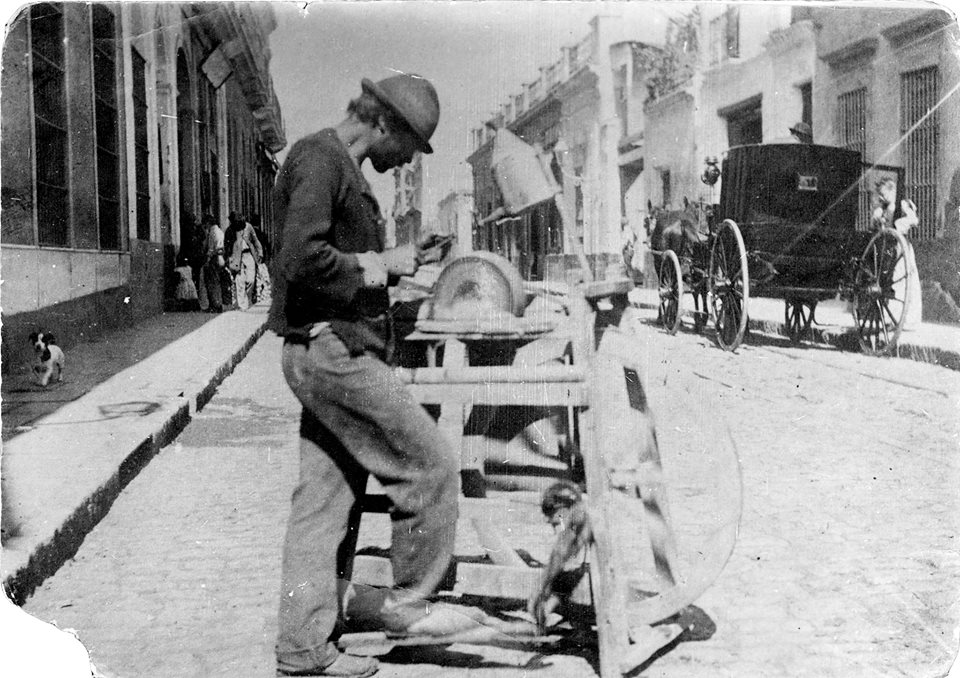
Afilador callejero en la ciudad de Buenos Aires, 1870.

La bicicleta o motocicleta llevando montada en su parte trasera el esmeril mecánico con una piedra de afilar ha ido evolucionando y perfeccionándose. No obstante, las herramientas de uso profesional no deben ser afiladas por afiladores ambulantes, ya que la mayoría de éstos, para hacer más rápido el servicio de afilado, emplean una piedra esmeril de grano muy grueso que destruye el filo gradualmente, sin contar con que en su mayoría sostienen los elementos a afilar a pulso, haciendo difícil que el filo alcanzado tenga el ángulo adecuado de acuerdo a la herramienta, en especial los cuchillos, que deben tener ángulos de entre 12 y 20 grados, de acuerdo al material que cortarán, como sucede en los cuchillos de carnicero, de cocinero o de jamoneros, para los que, además, la curvatura y el perfil de la hoja afilada son importantes porque de ello depende la eficacia del corte.
Los cuchillos de uso profesional —restaurantes, grandes cocinas, etc.— necesitan un afilador que posea piedras de asentar o piedras esmeriles planas de grano fino, que permiten controlar el correcto ángulo de afilado. Este procedimiento debe realizarse siempre usando abundante agua. Afilar un cuchillo correctamente es un proceso que puede tardar varios minutos e incluso horas y hasta meses como sucede en el Extremo Oriente con el afilado de katanas. Si bien un cuchillo mal afilado puede cortar, su vida útil se ve disminuida y la calidad del corte se empobrece.

## Oficio tradicional de Orense

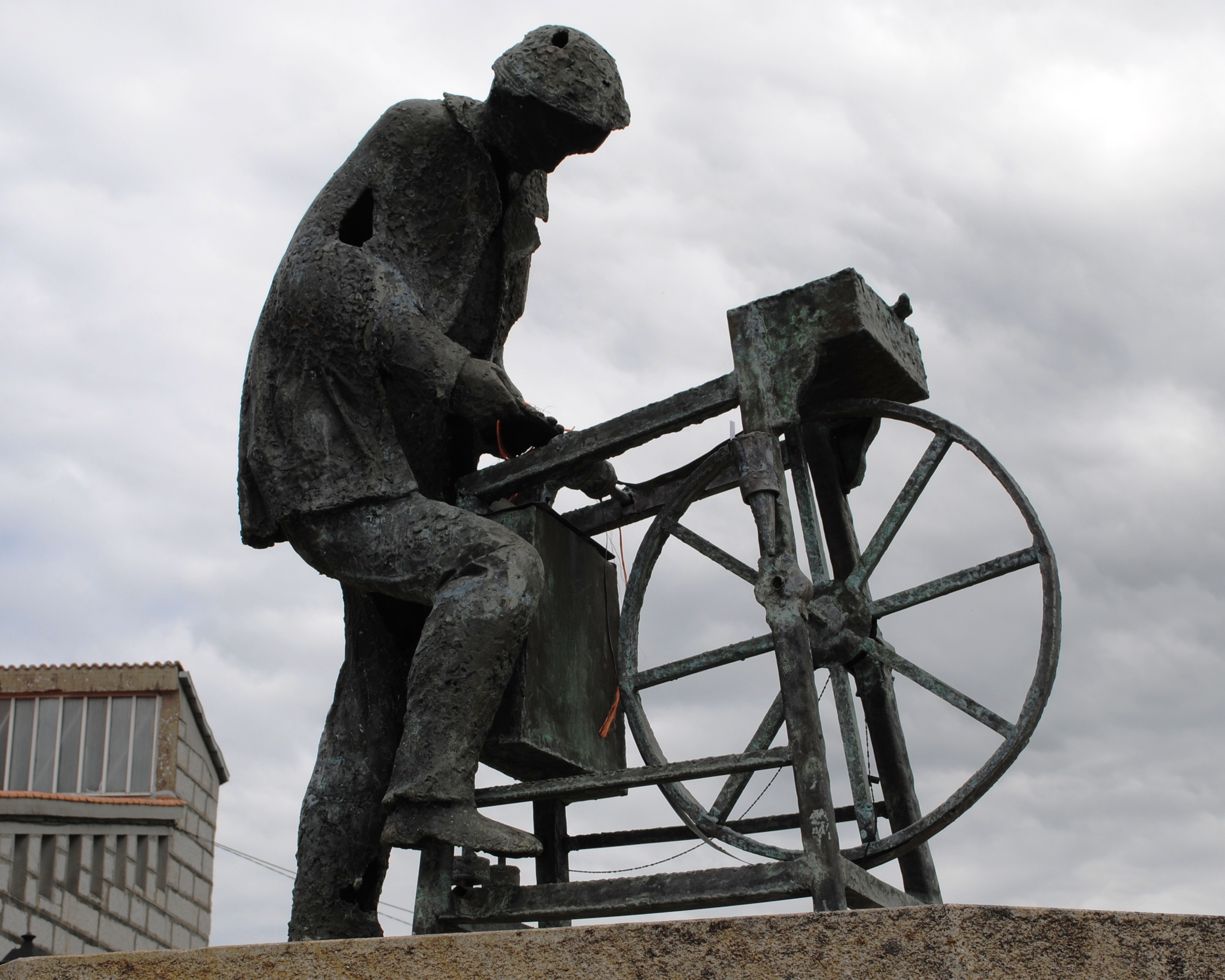
Monumento al «afilador», en Nogueira de Ramuín (Orense).

Ha quedado noticia documental de la tradición de afiladores ambulantes gallegos al menos desde finales del siglo XVII. En su origen, el medio de trabajo del afilador era la «roda de afiar», rueda de piedra o "tarazana", primero acarreada a espaldas del propio afilador, y más tarde rodando. A lo largo del siglo XX la vieja "tarazana" fue sustituida por equipo más moderno, transportado primero en bicicleta y luego en motocicleta, furgoneta, etc.
Esa larga tradición del oficio de afilador en el mundo rural gallego, ha dejado su sello cultural en municipios del norte de la provincia de Orense como Castro Caldelas, Esgos, Chandreja de Queija, Nogueira de Ramuín, Pereiro de Aguiar, San Juan del Río y Junquera de Espadañedo.
También resultó inevitable que esa mezcla de saber técnico y oficio itinerante de los afiladores gallegos acuñara un lenguaje gremial propio, «o barallete», tesoro de la tradición oral orensana.

## Afiladores/amoladores en el arte y la literatura

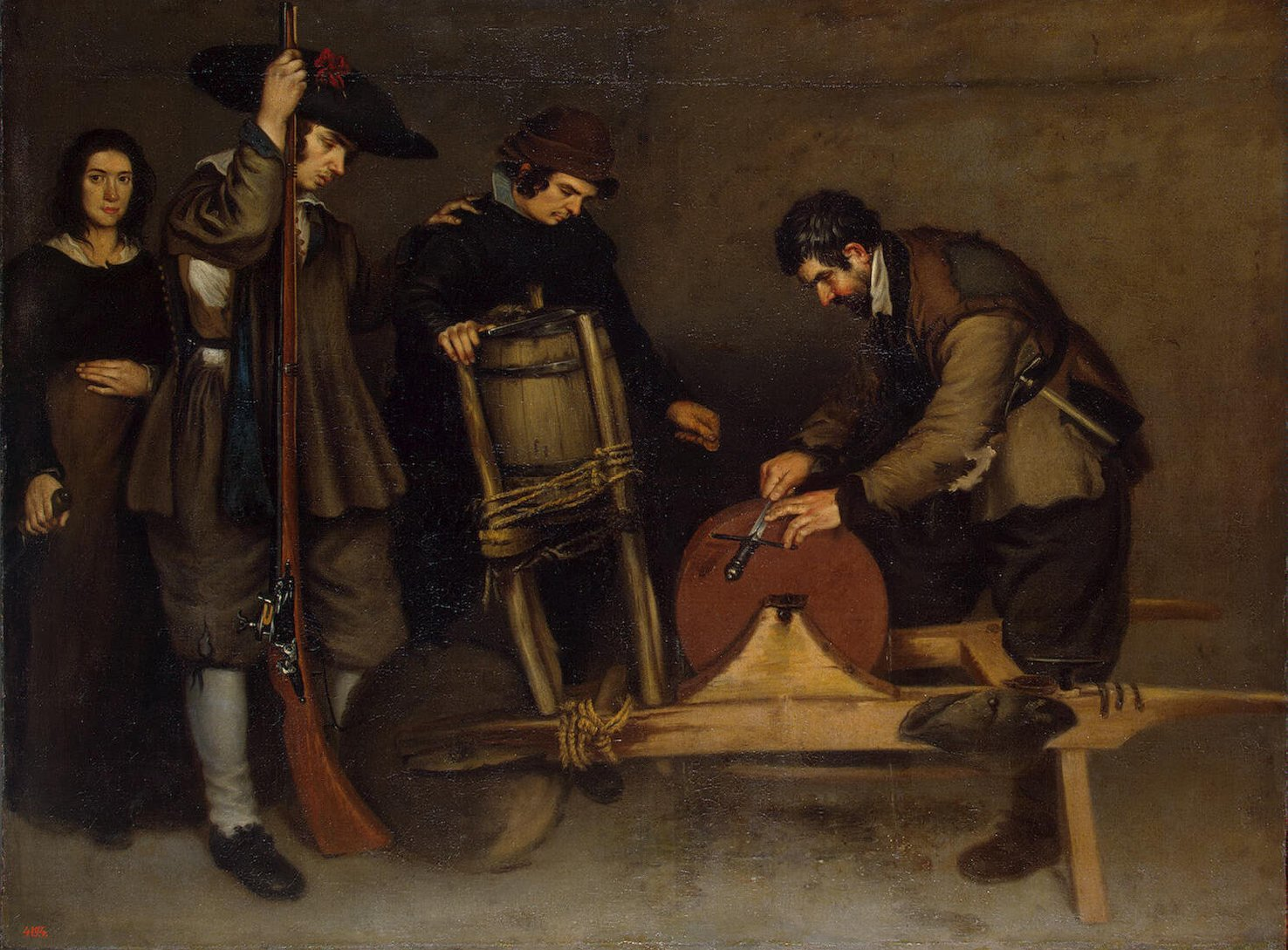
El amolador (hacia 1640), óleo sobre lienzo, 118 × 158 cm., atribuido a Antonio de Puga. Museo del Hermitage, San Petersburgo.

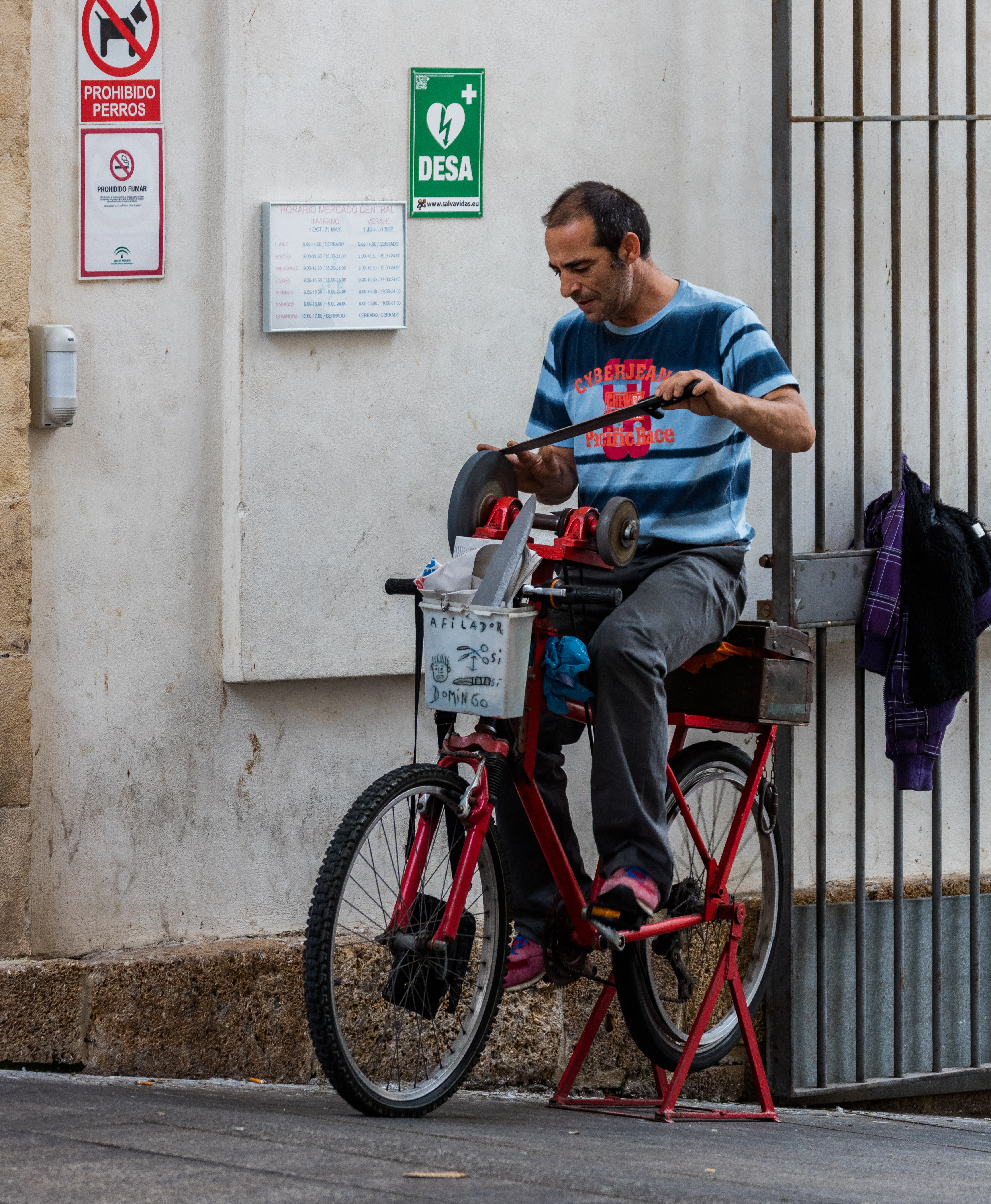
Afilador en 2015 en el mercado de Cádiz (España).

La historia de la pintura ha dejado dos brillantes ejemplos del oficio y tareas de afiladores y amoladores. En el Hermitage ruso hay un curioso lienzo atribuido a Antonio de Puga, y Goya los pintó en 1790. Como cita literaria del oficio de afilador, puede servir este breve párrafo del segundo volumen de los Episodios Nacionales de Galdós, en el que el amolador madrileño Pacorro Chinitas, comparte con el protagonista, un jovencísimo Gabriel Araceli, algunas reflexiones sobre un acontecimiento histórico concreto como fue el de la Invasión Francesa. Dice así Galdós, por boca de su personaje:

"Mira Gabrielillo -dijo incorporándose y apartando de la rueda las tijeras, con lo cual cesaron por un momento las chispas-; tú y yo somos unos brutos que no entendemos palotada de cosas mayores. Pero ven acá: yo estoy en que todos esos señores que se alegran porque han entrado los franceses, no saben lo que se pescan, y pronto vas a ver cómo les sale la criada respondona. ¿No piensas tú lo mismo?"
Benito Pérez Galdós, La corte de Carlos IV (1873).